# Zeta v době Crnojevićů
Zeta (srbsky Зета, černohorsky Zeta) byl středověký státní útvar, nacházející se na Balkáně v jihovýchodní Evropě, zhruba na území současné Černé Hory. Přestože se státní útvar oficiálně nazýval pouze jako Zeta, běžně bývá označován historickým termínem Knížectví Zeta (srbsky Књажевина Зета, černohorsky Kňaževina Zeta) či Zetské knížectví, navzdory skutečnosti, že jeho vládce se tituloval pánem Zety, nikoli knížetem, přesnější by tedy mělo být označení Panství Zeta. Samotné jméno země bylo odvozeno od černohorské řeky Zety. Od roku 1431 do 1498 vládla zemi dynastie Crnojevićů.
Zeta byla nezávislým státem, jeden z nástupnických států zaniklé Srbské říše, ale později byla pod vlivem tureckých výbojů na Balkáně nucena se stát vazalským státem Osmanů a být administrativně včleněna do jejich říše jako Skadarský sandžak. V roce 1516 se území Zety podařilo částečně vymanit z muslimské nadvlády, když se moci chopili černohorští biskupové, a aniž by proti sobě popudili Osmanskou říši, přeměnili někdejší Zetu v teokratický stát.